# St. Katharina (Augsburg)

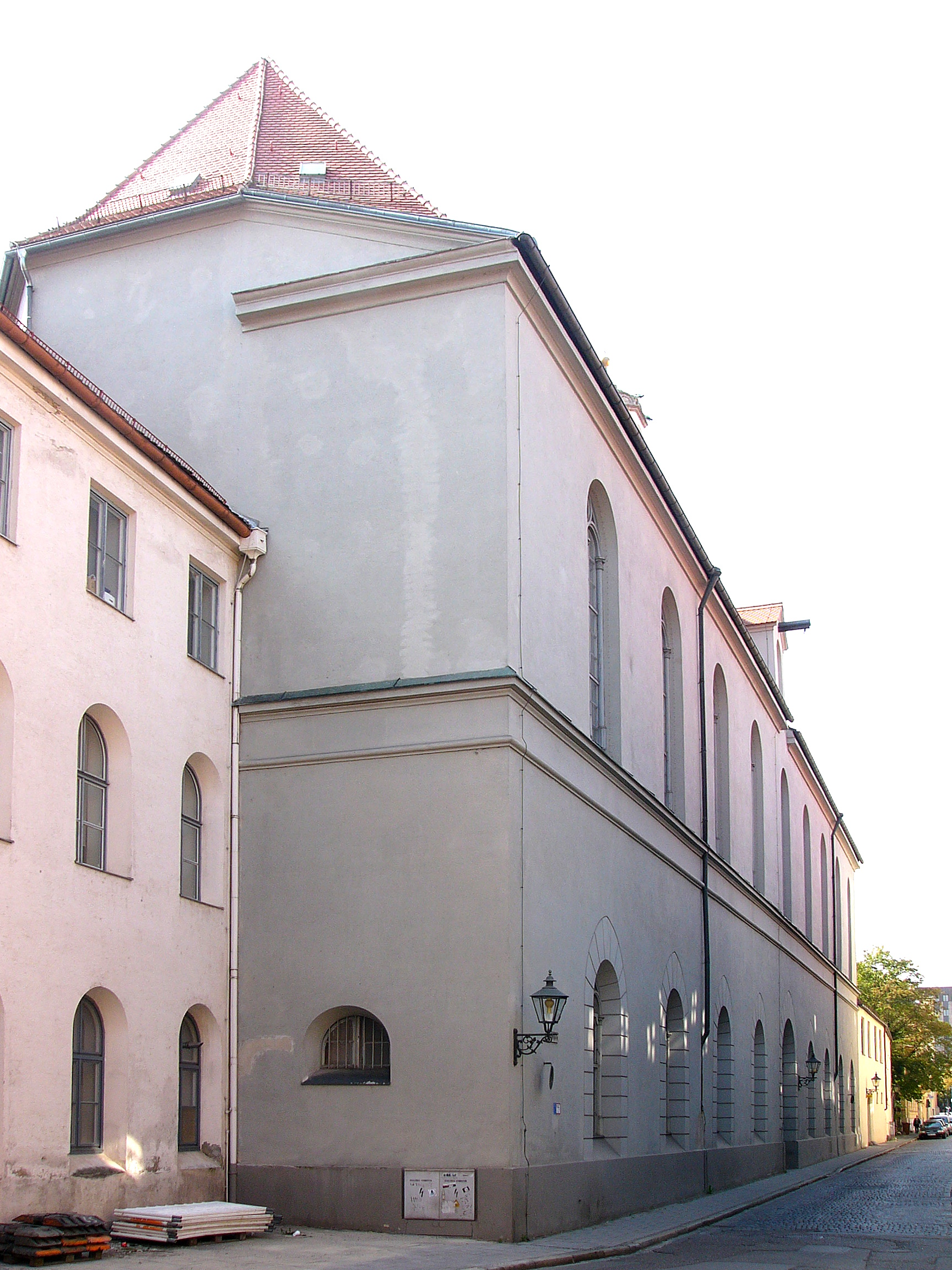
St. Katharina

Die ehemalige Dominikanerinnenklosterkirche St. Katharina, auch Katharinenkirche, in der Augsburger Innenstadt wurde 1516/17 erbaut. Nach einem tiefgreifenden Umbau 1834/35 beherbergt sie seit 1835 die Staatsgalerie Altdeutsche Meister. Als Baudenkmal ist sie in die Bayerische Denkmalliste eingetragen.

## Geschichte

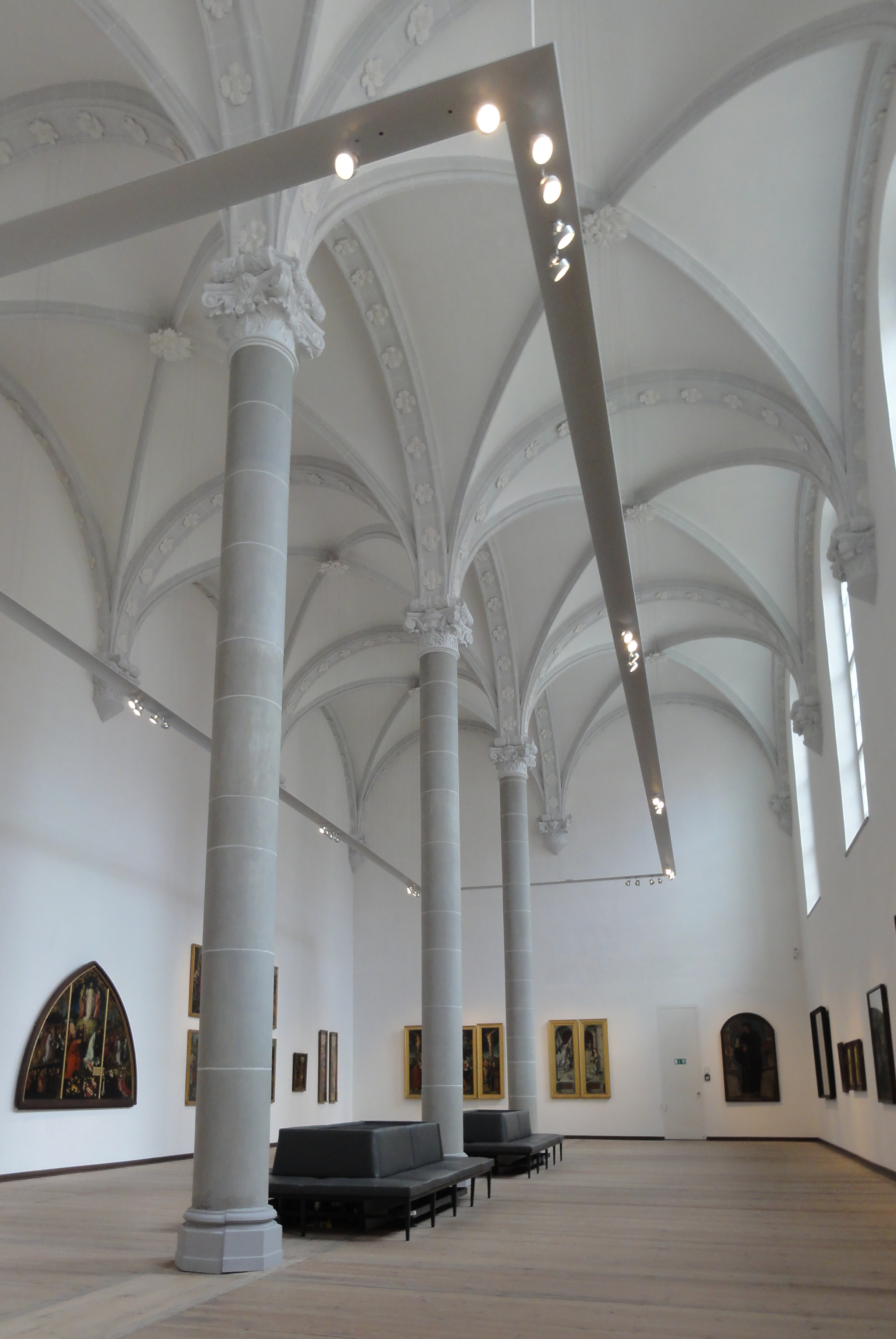
Ehemaliger Kapitelsaal

Das Frauenkloster St. Katharina in Augsburg wurde 1251 gegründet und unterstand dem Dominikanerkloster St. Magdalena. Eine erste Klosterkirche der Dominikanerinnen erbaute man zwischen 1251 und 1259.
Nach einem weitgehenden Abbruch des Vorgängerbaues entstand zwischen 1516 und 1517 die heutige zweischiffige Hallenkirche nach Plänen von Hans Engelberg. Vorbild war die Dominikanerkirche St. Magdalena. Den Kostenbeitrag von 1355 Gulden brachten die Nonnen selbst auf. Weitere 1000 Gulden stammten von Felicitas Fugger, der Tochter von Ulrich Fugger, wofür man letzterer zugestand ihr Wappen im Chorgewölbe anzubringen.
1534 wurde die Kirche im Zuge der Reformation vom Rat der Stadt gesperrt. Einen neuen, noch erhaltenen Hochaltar stiftete 1613 die damalige Priorin Barbara Welser. Das Altarblatt der hl. Katharina malte Johann Matthias Kager. 1670 erfolgte eine Umgestaltung im Stil des Barock. Auf Veranlassung der damaligen Priorin Maximiliana Gräfin Rupp von Falkenstein erhielt der Kirchenraum 1726 neuen Stuck sowie ein heute nicht mehr erhaltenes Deckenfresko von Johann Georg Bergmüller. Mit der Säkularisation wurde der Konvent 1802 aufgehoben und 1807 endgültig geräumt. Anschließend wurde die Kirche lange als Lagerhalle genutzt.
1835 zog in St. Katharina die Staatsgalerie Altdeutsche Meister ein. Dafür wurde die Bausubstanz der spätgotischen Hallenkirche tiefgreifend verändert. Die Pläne stammten von Johann Michael Voits aus dem Jahre 1827 und wurden von Joseph Pertsch ausgeführt. Dabei unterteilte man das Gebäude in drei große Säle und zog ein oberes Stockwerk ein. Die Nordseite erhielt klassizistische Holzfenster. Der Chor wurde durch eine hohe Mauer von außen integriert und wirkt seither kastenförmig. Bei den Arbeiten am Fundament 1834 wurden Fragmente eines römischen Tempels ausgegraben. Die Einweihung fand am Tag der Silbernen Hochzeit des bayerischen Königspaares Ludwig I. und Therese am 12. Oktober 1835 statt. Den Zweiten Weltkrieg überstand das Gebäude unbeschadet.
Bei einer Renovierung im Obergeschoss 1960 entdeckte man zufällig einen gotischen Freskenzyklus zur Geschichte Magdalenas und Legende des Antonius Abbas. Die Wandmalereien stiftete Ulrich Walter 1470. Die Kirchenschiffswand, die sich an den Nordflügel des Klosters anlehnte, stammte noch von der Vorgängerkirche. 1990 erfolgte eine Sanierung der Außenfassade.